# Колонтаєв
Колонтаєв (пол. Kołątajew) — село в Польщі, у гміні Острув-Велькопольський Островського повіту Великопольського воєводства.
Населення — 378 осіб (2011).

## Демографія
Демографічна структура станом на 31 березня 2011 року:
|          | Загалом | Допрацездатний вік | Працездатний вік | Постпрацездатний вік |
| -------- | ------- | ------------------ | ---------------- | -------------------- |
| Чоловіки | 189     | 36                 | 139              | 14                   |
| Жінки    | 189     | 34                 | 111              | 44                   |
| Разом    | 378     | 70                 | 250              | 58                   |